# Torricelliaceae
Torricelliaceae (syn. Toricelliaceae) je malá čeleď vyšších dvouděložných rostlin z řádu miříkotvaré (Apiales). Jsou to dřeviny, rostoucí na Madagaskaru a v Asii.

## Charakteristika

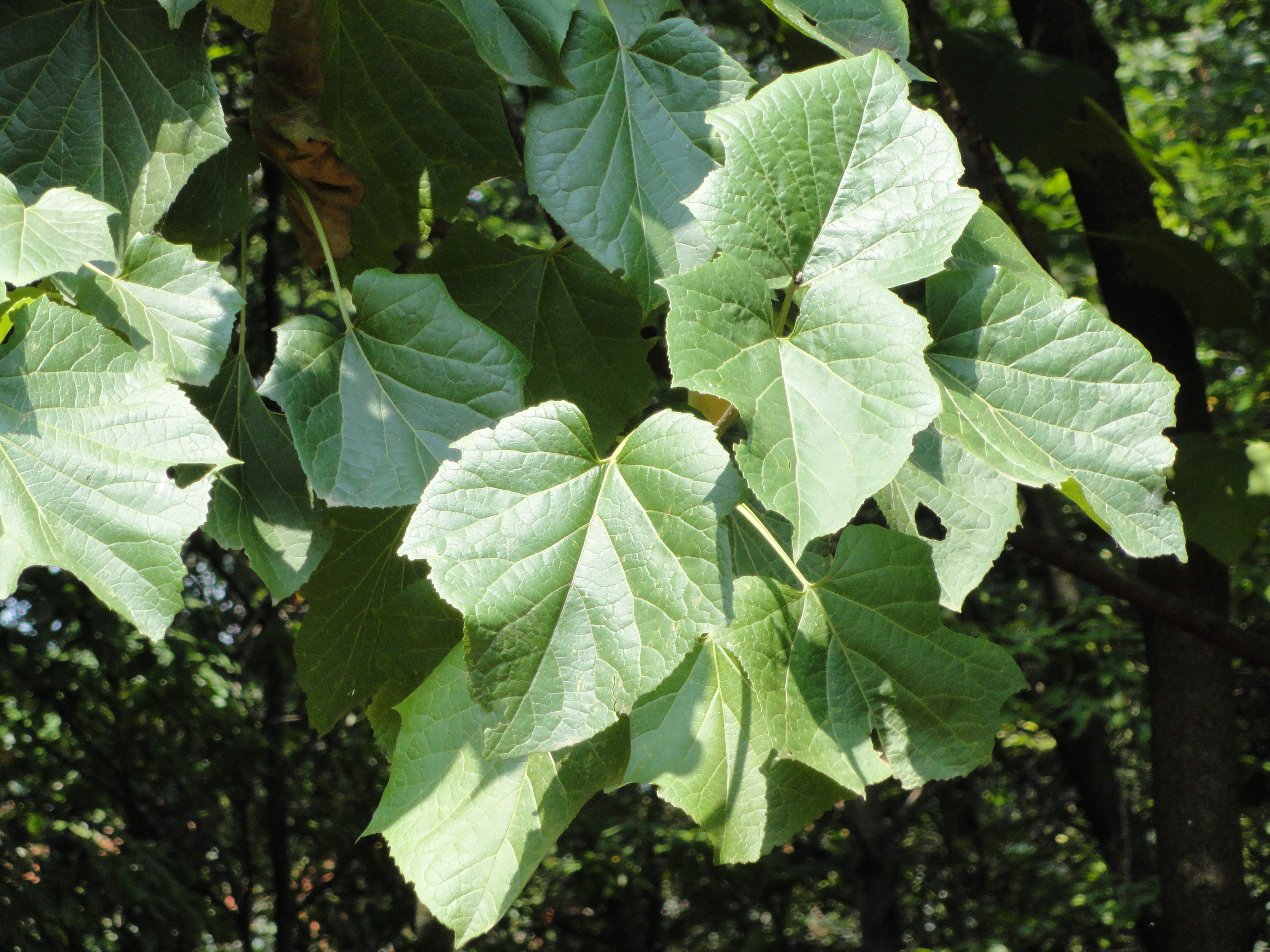
Torricellia angulata

Torricelliaceae jsou keře a nevelké stromy se střídavými jednoduchými listy bez palistů. Čepel listů je celistvá se zpeřenou žilnatinou (Melanophylla), zpeřeně členěná (Aralidium) nebo dlanitě členěná s dlanitou žilnatinou (Torricellia), celokrajná nebo na okraji pilovitá či zubatá.
Květy jsou oboupohlavné nebo funkčně jednopohlavné, nejčastěji pětičetné, v latách nebo hroznech. Kalich je volný nebo srostlý, koruna je volná. Tyčinek je 5, jsou volné, nesrostlé. Semeník je spodní, srostlý ze 2 až 4 plodolistů a se stejným počtem komůrek, případně vlivem aborce s jedinou komůrkou (Aralidium). Čnělky jsou volné. V každé komůrce je jediné vajíčko. Plodem je peckovice.

## Rozšíření
Čeleď zahrnuje 10 druhů ve 3 rodech. Je rozšířena na Madagaskaru (Melanophylla), v Himálaji a Číně (Torricellia) a v jihovýchodní Asii (Aralidium).

## Taxonomie
V klasických systémech byly rody čeledi Torricelliaceae řazeny do příbuzenstva čeledi dřínovité (Cornaceae). V Tachtadžjanově systému byly rody Torricellia a Aralidium vedeny v rámci nadřádu Cornanae nejen v samostatných čeledích, ale dokonce i v samostatných řádech.
V systému APG II byl ještě každý rod veden v samostatné čeledi (Torricelliaceae, Aralidiaceae a Melanophyllaceae) v rámci řádu miříkotvaré (Apiales).
Podle kladogramů APG náleží čeleď Torricelliaceae k bazálním větvím tohoto řádu.

## Přehled rodů
Aralidium, Melanophylla, Torricellia